# České sbírky fotografie

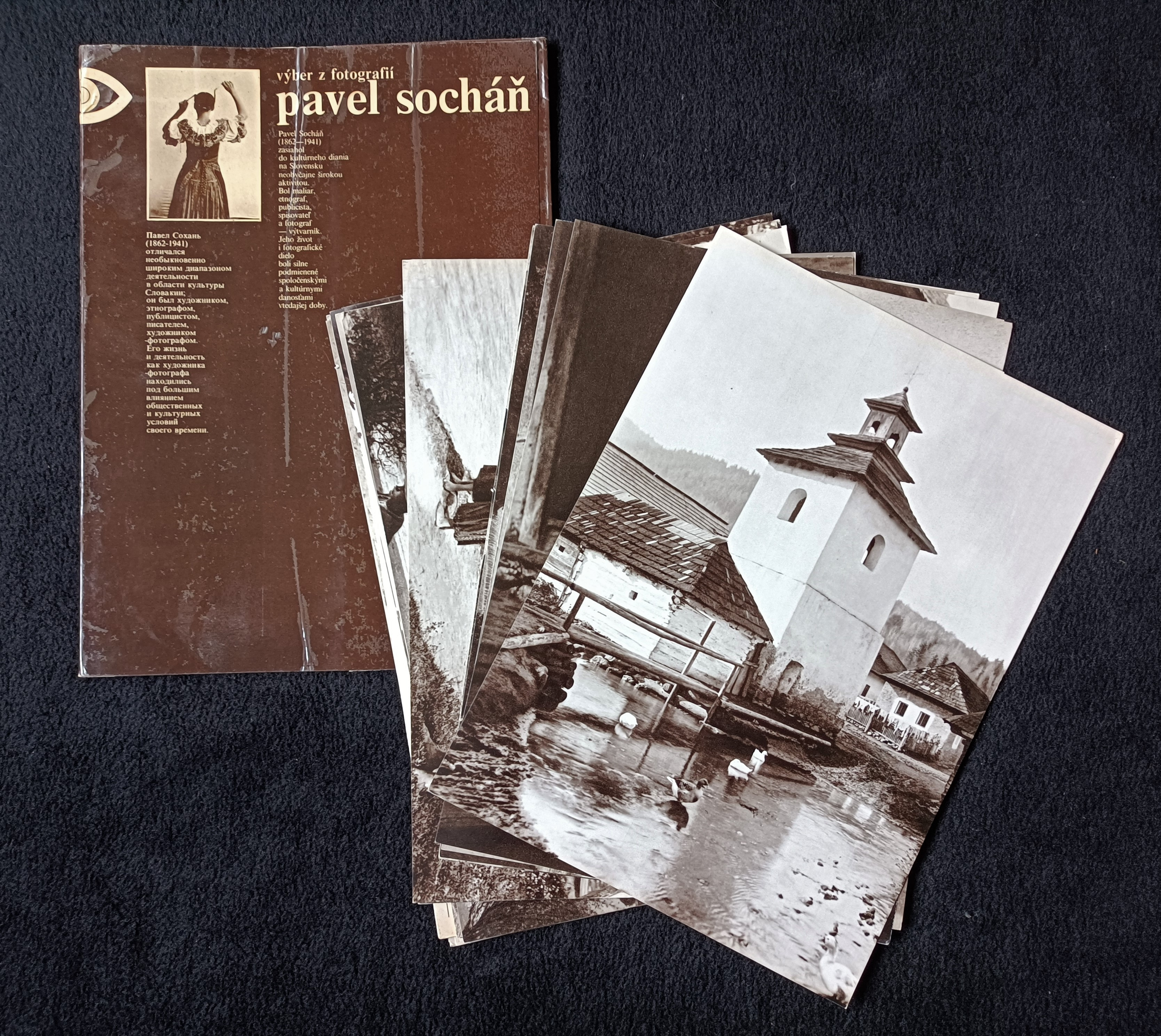
Do sbírek fotografie patří nejen autorské kopie a zvětšeniny, ale všechny produkty, které distribuce používala a používá. Pro soubory fotografií se zpočátku, podobně jako pro pohlednice používala technika černobílé bromografie blízká klasickému fotochemickému postupu, v 80. létech 20. století se přešlo na kvalitní verzi ofsetu, což je příklad souboru Pavla Socháně.

Sbírky fotografické tvorby se v České republice počátkem 21. století nacházejí jen v několika veřejných sbírkotvorných institucích. Vhodně je doplňují sbírky soukromých institucí a osob. Vzhledem k relativní hranici fotografické tvorby lze umění fotografie nalézt také v archívech včetně archívů muzeí a to včetně digitální podoby.
Vývoj fotografické technologie od fotochemické k fotoelektrické a její digitální formě vedl k větší a častější kombinaci s médiem digitálního generování obrazu či jeho částí. Vznikají tak systémové kombinace, s nimiž má fotografie zkušenost od začátku svého vývoje např. u tzv. "americké retuše", ale do jisté míry také u kolorování. Proto bývají do sbírek zařazovány jak systémové kombinace fotografie s dalšími médii, tak zcela uměle generované obrazy.

## Obsah sbírek
Vzhledem k technologické povaze fotografie je třeba řadit mezi akvizici také mnohé distribuční formy, pro které fotografie přímo vznikala, aniž by byl přitom důvod vytvořit také její autorskou originální zvětšeninu, kopii nebo tisk na papíře. Sbírky fotografie proto obsahují autorské originálové i sériové produkty fotochemických a fotoelektrických technik včetně návazných polygrafických. Zahrnují mnohdy rovněž pomocné produkty technologických procesů, jako např. negativy, diapozitivy apod. Ke smysluplné dokumentaci tvorby přispívá i vytváření doplňkových souborů fotografické techniky. Sofistikované sbírky vytvářejí komplexy souborů originálů a autorských kopií provázané se soubory distribučních kopií, jako jsou knihy, pohlednice, kalendáře, plakáty apod.
Sbírky fotografie vzhledem ke kopiové povaze většiny technik sdělovacího systému i způsobu tvorby mají někdy velký rozsah, aniž by to bylo znakem jejich komplexnosti. Množstvím sbírkových předmětů se mohou lišit např. podle toho, zda obsahují celé pozůstalosti autorů nebo jsou koncipovány jinak.

### Sbírky fotografické techniky a materiálů
Historie umění se zajímá tradičně o techniku všech oborů tvorby. Teprve ale atraktivnost techniky fotografie (a její mutace kinematografie) vedla k zakládání specializovaných sbírek fotografické techniky. Někdy jsou shromažďovány nezávisle v technických muzeích, jindy společně s fotografickou tvorbou v muzeích umění. Tak mohou podpořit lepší pochopení fotografické tvorby.
K technice každého oboru tvorby patří i materiál. K oběma mají tvůrci velmi osobní vztah, neboť podmiňují jejich práci. Vzorky materiálu však techniku ve sbírkách většinou nedoprovázejí. V oboru fotografie ale bývají nahrazeny obaly fotomateriálu, které svou grafikou vypovídají přímo i nepřímo mnohé o jeho kvalitách.

## Historie
Nejstarší historie se váže ke sbírání fotografie pro dokumentační účely. Samostatné sbírky fotografie se začaly formovat teprve v rámci procesu emancipace fotografie v prostředí umění po polovině 20. století. V českém prostředí k tomu výrazně přispěl průkopník historiografie fotografie Rudolf Skopec vydáním publikace Dějiny fotografie v obrazech od nejstarších dob k dnešku (1963). První české snahy o vytváření veřejných sbírek fotografie jsou spojeny se Severočeským muzeem v Liberci, Uměleckoprůmyslovým muzeem v Praze, Moravskou galerií v Brně, Národním technickým muzeem v Praze a Svazem českých fotografů. Později se k nim připojily Muzeum umění Olomouc, Galerie Hlavního města Prahy nebo Muzeum umění a designu v Benešově. Po roce 1990 zveřejnily mnohdy již dlouholetou akviziční činnost soukromé subjekty jako např. PPF Praha, táborská sbírka Šechtl a Voseček, Archív Chochola, Archív Langhans nebo historik fotografie Pavel Scheufler, které patří mezi veřejně prezentované. Některé ze soukromých sbírek  mají starší historické kořeny. K zajímavým počinům patřila snaha o vytvoření Národního muzea fotografie, původně zamýšleného v Praze, později přechodně působícího v Jindřichově Hradci, s níž souviselo vytvoření tzv. Zlatého fondu české fotografie.

Společně s historií sbírek je přínosné sledovat tvorbu stálých expozic fotografie. V 60. létech 20. století vznikla malé expozice v Severočeském muzeu v Liberci a kombinované expozice Interkamera v Národním technickém muzeu. V tomto období však převažoval názor, že trvalá instalace fotografii škodí. Na přelomu 80. a 90. let konzervátoři dospěli k názoru, že přiměřeně kontrolované mikroklimatické podmínky stálých expozic lze připodobnit podmínkám depozitářů. V benešovském muzeu umění tak vznikla koncem 90. let první stálá prezentace tamní sbírky, částečně instalovaná ve světelně šetrném zásuvkovém systému nabízející pohled na celou historii české a slovenské fotografie v rozsahu téměř tří set prací osobností. Následně byla instalována malá kolekce fotografie v nové stálé smíšené expozici Uměleckoprůmyslového muzea v Praze. Kurátoři významné sbírky Moravské galerie v Brně se pro samostatnou stálou expozici média nerozhodli.

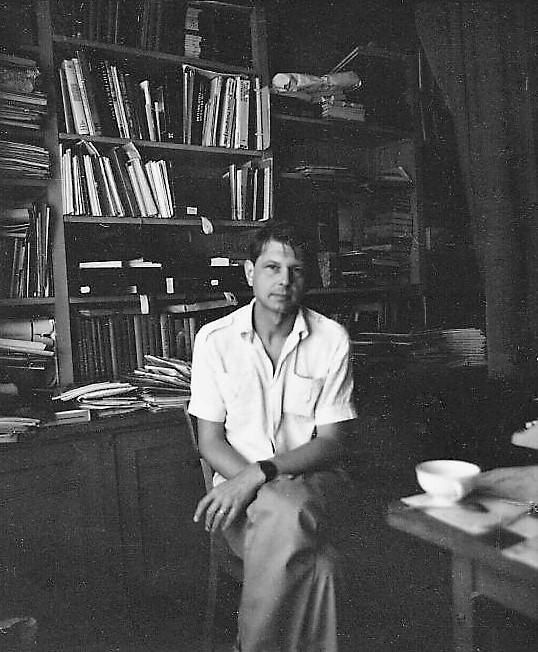
Jeden z prvních českých kurátorů sbírek fotografie PhDr. Antonín Dufek ve své pracovně v Moravské galerii (polovina 80. let 20. století)

## Kurátoři sbírek
Na kvalitu a strukturu sbírek mají hlavní vliv specializovaní kurátoři, jejichž práce dlouhodobě ovlivňuje, co se v dané zemi v příslušném médiu zachová pro budoucnost. Proto je třeba dokumentovat souvislosti a návaznost jejich činnosti. V optimálním případě se systematicky práce předává následovníkům, čehož příkladem je kontinuita v Moravské galerii od zakladatele sbírky Antonína Dufka k Jiřímu Pátkovi. K narušení kontinuity dochází zejména při politické svévoli zřizovatele, příklady pocházejí stejně z totality (násilné ukončení práce Anny Fárové v UPM), jako z demokracie (svévolný útok na celé benešovské muzeum umění bez možnosti předat práci v případě Tomáše Fassatiho).

## Sbírky
Sbírky jsou řazeny podle data vzniku.

### Uměleckoprůmyslové muzeum Praha
Fotografie byla od počátků historie muzea sledována jako projev řemeslné a umělecké práce. Postupně byly získávány soubory významných autorů (dar Františka Drtikola, pozůstalost Josefa Sudka) i amatérských tvůrců. V 50. letech došlo k direktivnímu převedení sbírky do Národního technického muzea, ale v dalším desetiletí byla opět vrácena zpět. Intenzívní tvorba sbírky započala od 70. let 20. století během kurátorství Anny Fárové. V 80. letech v její práci pokračoval Zdeněk Kirschner. Sbírka je zaměřena zejména na české území, ale obsahuje také významná díla zahraniční fotografie (Nadar, Man Ray ad.) Obsahuje kolem 48 500 předmětů a zahrnuje historii oboru od počátků daguerrotypie (tj. od 1839) do současnosti. Zvláštní část je tvořena diplomovými pracemi absolventů oboru fotografie pražské FAMU. Za speciální část lze také považovat rozsáhlý soubor prací Josefa Koudelky darovaný autorem, neboť je podle smluvních podmínek spravován samostatným kurátorem. Sbírku fotografie v současnosti spravují kurátoři Jan Mlčoch a Tomáš Pospěch. Z věcného hlediska jsou ve sbírce uloženy všechny typy fotografického média: negativy, daguerrotypie, pozitivy, portrétní ateliérová fotografie, kabinetky, alba, reklamní fotografie apod.

### Sbírka Scheufler
Základ Sbírky Scheufler položil na počátku 20. let 20. století dědeček současného majitele Pavla Scheuflera. V turbulencích válečných let a let padesátých byla doplňována zejména o negativy, a to v podstatě proto, aby byly po rušení soukromých živností zachráněny. Zakladatele sbírky zajímala především dokladová, nikoliv čistě umělecká stránka fotografie, a orientace zejména na snímky z časů Rakousko-Uherska. Práce avantgardy a uměleckých výbojů ve sbírce nebyly.
Celkem historická sbírka obsahuje na 44 000 položek a tvoří ji patero celků:
1) pozitivy
2) alba
3) diapozitivy
4) negativy  
5) knihy s časopisy a archiváliemi 
Pozitivy v počtu kolem 25 000 kusů mají formáty od vizitek, kabinetek a stereofotografií po velké formáty. K nejstarším patří daguerrotypie W. Horna a kolorovaná stereodaguerrotypie C. Stretzka. Většina nejstarších fotografických technik je v současné době již ve státních sbírkách. Nejrozsáhlejšími autorskými kolekcemi jsou místopisné pozitivy od Františka Fridricha, snímky všech žánrů od Rudolfa Brunera-Dvořáka a převážně místopisné stereofotografie od Františka Krátkého. Zastoupeni jsou nejen všichni významnější autoři z českých zemí, ale i z Evropy, výběrově například Nadar či Disdéri.
Alba čítají na 60 položek od velkých takřka půlmetrových po drobné na vizitky. K nejzajímavějším patří soubor nabídkových místopisných náhledů s popiskami od Františka Fridricha asi z roku 1875. Cenná jsou i alba z Velké války, které jsou nepochybně odrazem nasazení zakladatele sbírky v tomto konfliktu.
Diapozitivy mají většinou formát 8,5 x 8,5 cm, stereodiapozitivy 9 x 17 cm. Některé jsou kolorované a tematicky zahrnují i jiné kontinenty.
Negativy převážně skleněné jsou od formátů 30 x 40 cm, 25 x 32 cm, přes stereofotografie 8,5 x 18 cm, po formáty 18 x 24 cm, 13 x 18 cm a 9 x 12 cm, celkem na 15 000 položek.  Až na několik starších výjimek pocházejí nejstarší skleněné negativy z konce 80. let 19. století. Z dokumentačního hlediska se jedná o nejcennější část sbírky. K nejstarším větším uceleným celkům náleží snímky z Národopisné výstavy českoslovanské z roku 1895, z Ruska roku 1896, z jižní Evropy, zejména z Itálie,  z roku 1897, ze Světové výstavy roku 1900 v Paříži a kompletní dokumentace Muzea Františka Františka d`Este ve Vídni z roku 1904. Následují dokumentace z cest císaře Františka Josefa I. do Čech, snímky honů a manévrů po celé monarchii. Ve sbírce jsou i originální dobové negativy ikonických záběrů jako je Procházka na mostě z roku 1901 či příjezd TGM do Prahy v prosinci 1918.  
Desetitisíce negativů vzniklých po roce 1945 a negativy a digitalizáty majitele sbírky nejsou součástí historické Sbírky Scheufler.
Knihovna z historie fotografie má přes 1200 svazků, včetně téměř všech českých publikací o fotografování vydaných do roku 1918. Perlou je například první česká fotografická příručka Antonína Markla z roku 1863. Nejstarší kniha, německá, pochází z roku 1844. Mezi archiválie patří například telegram z kanceláře zámku Konopiště Rudolfu Brunerovi-Dvořákovi, aby se jako fotograf účastnil honu. Zajímavou součástí archivu jsou soubory kreseb vtipů s tématem fotografování a novoročenky.  Část archiválií z činnosti amatérských fotoklubů byla předána zmíněnému archivu.
Poprvé byly fotografie ze sbírky prezentovány na výstavě Kouzlo staré fotografie v Brně v roce 1978 Antonínem Dufkem a Jaroslavem Andělem. Následovalo uplatnění na dalších asi 150 výstavách a více než v 60 publikacích, převážně autorských. I když sbírka až na výjimky neobsahuje běžně obchodovatelné fotografie uměleckých výbojů, je svou dokladovou hodnotou pro dějiny fotografie velice cenná.

### Severočeské muzeum

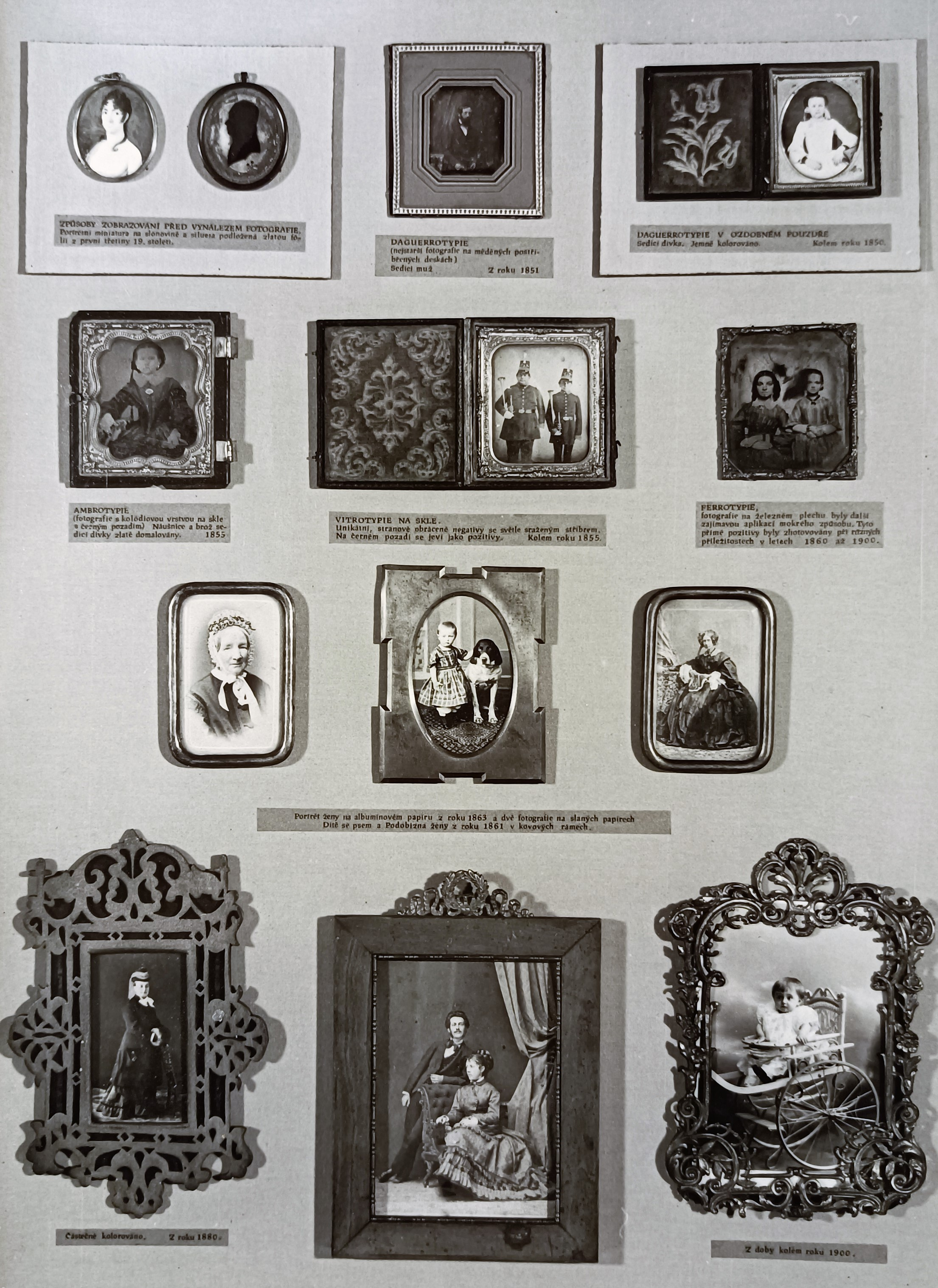
Fotografie dokumentující počátky prezentace sbírky fotografie v Severočeském muzeu v 70. létech 20. století

Sbírka fotografie Severočeského muzea v Liberci patří k nejstarším v Českých zemích. Soustředěně začala být rozšiřována od počátku 70. let 20. století zásluhou pracovníka muzea, fotografa Jana Kabíčka mj. v souvislosti s pořádáním pravidelné krajinářské fotosoutěže Štít Viléma Heckela a vznikem výstavní síně Kabinet fotografie.
K jejím nejstarším předmětům patří daguerotypie, ferrotypie, ambrotypie a autochromové desky, dále živnostensky produkované vizitky a kabinetky z období 1880–1915. Návazně zahrnuje tvorbu Františka Drtikola, Josefa Sudka a M. Háka. Z 2. pol. 20. století jsou díky fotosoutěži Štít Viléma Heckela (1973–1988) zastoupeny krajinářské snímky mnoha českých autorů (např. J. Havel, Jan Pohribný, J. Pikous, M. Švolík, Pavel Baňka, Vilém Heckel a další). Sbírka zahrnuje také české autory 60. – 80. let (např. K. Plicka, R. Fejfar, T. Kuščinský aj.). Velká pozornost je věnována fotografům regionu, např. sdružených v letech 1962–1969 v libereckém Studiu výtvarné fotografie (V. Boháč, J. Bartoš, V. Dlouhý, V. Hanzl, J. Kabíček, M. Kalík, Č. Krátký, J. Pikous, J. Plátek, L. Postupa a další). Po roce 2000 byla cíleně dle možností rozšiřována o fotografie autorů a témat se vztahem k Libereckému kraji (K. Došek, J. H. Honzík, J. Jiroutek, J. Pikous ml., V. Špilar a další).
Zvláštní soubor historické fotografie soustřeďuje snímky místopisné. Od vizitek a kabinetek k dokumentaci života společnosti a to i formou amatérské fotografie, včetně významných událostí. Jde např. o fotografie osobností regionu i alba z cest, legionářský soubor nebo nacistickou propagační fotografii. (Autoři: W. F. Jantsch, J. Hoffmann, F. Stracke, A. Gahler, J. Šimon, Z. Feyfar, z pozdějších V. Toužimský, K. Čtveráček Jr., Š. Pikous).
Podobný dokumentační charakter má tematicky široký soubor diapozitivů. Jde o výukové a propagační diapozitivy z regionu, Českých zemí i ze světa. K autorům patří známí fotografové Liberecka, př. Adolf Gahler, fotograf, fotografové i odborní pracovníci Severočeského muzea (Jan Kabíček, Iva Borisjuková či Jana Ducháčková ad.).

### Moravská galerie v Brně
Sbírka fotografie byla založena roku 1962 iniciativou prof. Rudolfa Skopce a tehdejšího ředitele Moravské galerie dr. Jiřího Hlušičky. O sbírku na počátku pečovali dr. Karel Holešovský a dr. Jaroslav Kačer. Později dr. Jitka Sedlářová a dr. Antonín Dufek, který ji spravoval až do počátku 21. století. Zpočátku fungovala s výběrovou komisí a poradním sborem, jejichž předsedy byli fotograf a pedagog Vilém Reichmann a historik fotografie Rudolf Skopec. Po roce 2006 se stal novým kurátorem Jiří Pátek.
Sbírka obsahuje řádově 35 tisíc předmětů, z čeho pět tisíc tvoří fond staré fotografie. V něm jsou zastoupeny nejstarší techniky jako daguerrotypie (asi nejznámější je kolekce od Bedřicha Franze), ambrotypie, ferotypie, cyanotypie, platinotypie, autochrom a tzv. ušlechtilé tisky např. bromolejotisk, olejotisk, gumotisk nebo pigmentový tisk. Ve fondu staré fotografie jde převážně o živnostenskou ateliérovou tvorbu zhruba od šedesátých let devatenáctého století až do období po první světové válce (ateliéry Langhans, Pietzner, Eckert, Tomáš, Kunzfeld ad.) produkující vizitky, kabinetky a různé varianty těchto dobových standardních formátů. Fotografie z období piktorialismu, zhruba přelom století až dvacátá léta dvacátého století (Vladimír Jindřich Bufka, Karel Novák, František Drtikol, Drahomír Josef Růžička, Franz Fiedler ad.
Fond navazující na starou fotografii je tvořen volnou uměleckou tvorbou. Z hlediska techniky jde o klasickou černobílou bromostříbrnou fotografii a barevnou fotografii včetně technologie Cibachrom a návazně nejrůznější podoby tzv. digitálního tisku. Sbírka ukazuje celé spektrum tvůrčích přístupů, i speciálních fotografických technik jako fotogram, solarizace a pseudosolarizace (Sabattierův efekt), izohélie, low key, high key, tónování, fotografické montáže a koláže. Uvádí ji avantgardní fotografie 20. a 30. let (Funke, Schneeberger, Sudek, Wiškovský, Rössler ad.). Navazují velké a cenné konvoluty prací dokumentární fotografie, humanistické a žurnalistická fotografie, fotografie reklamní, subjektivní dokument, záznamy performancí i technologické experimenty. Reprezentují je jména jako Jindřich Štreit, Václav Chochola, K. O. Hrubý, Dagmar Hochová, Václav Zykmund, Jan Lukas, Pavel Štecha, Václav Jirásek a skupina Bratrstvo, Jiří David, Jan Svoboda, Ivan Pinkava, Jiří Valoch ad.
Za součást sbírky je považována dokumentace související s fotografickým děním na domácím území. 

### Muzeum umění Olomouc

#### Historie a kurátoři
Sbírka byla založena roku 1966. V prvním období bylo získáno osm desítek fotografií, jak autorů klasiky avantgardní fotografie, tak zástupců soudobých trendů. V 80. létech se akvizice utlumila a obnovila až počátkem 90. let z podnětu Pavla Zatloukala rozšířením sbírky o rozsáhlou kolekci olomoucké skupiny DOFO. Na přelomu století se zásluhou nové kurátorky – Heleny Mrázové-Musilové návazně na realizaci výstavních projektů (Mezi tradicí a experimentem. Práce na papíře a s papírem v českém výtvarném umění 1939–1989) začal rozšiřovat soubor domácí fotografické produkce české tvorby 60. – 80. let 20. století. Akvizice byla zaměřen především na konceptuálně pojatou fotografii a také na opomíjenou fotografickou dokumentaci akcí a happeningů. Byla vytvořena v tuzemsku unikátní kolekce, která se podle možností stále rozšiřuje. K dalšímu rozvoji došlo počátkem 21. století díky výstavní přehlídce Česká a slovenská fotografie 80. a 90. let 20. století. Po roce 2007 se s novou kurátorkou Štěpánkou Bieleszovou akvizice soustředila i na klasiky české meziválečné fotografie, jejichž práce zatím chyběly. Díky historičce Anně Fárové se podařilo získat mj. práce Františka Drtikola, Jaromíra Funka, Jaroslava Rösslera, Eugena Wiškovského a Josefa Sudka. Od konce 90. let se ve sbírce shromažďuje i soudobá tuzemská tvorba. V roce 2020 měl fond přibližně 8600 sbírkových předmětů). Zahrnuje jak černobílé fotografie, tak i řadu ušlechtilých tisků z období 20. let minulého století.

### Svaz českých fotografů
Sbírka české fotografie byla založena roku 1981. Jejím základem se stala pozůstalost fotografa a šéfredaktora časopisu Revue Fotografie Václava Jírů, který byl také předsedou Svazu českých fotografů. Sestávala z mnoha set fotografií českých autorů a sto padesáti prací Václava Jírů z let 1926–80. Správy sbírky se ujal dr. Milan Krejčí, sbírkovou komisi vedl prof. Ján Šmok. Sbírka je z finančních důvodů budována pouze z darů autorů, sběratelů, pozůstalých a institucí. Koncepcí sbírky od počátku bylo mapovat celkově vývoj české fotografie s přiměřeným důrazem na neprofesionální tvorbu. Do roku 2019 se v ní soustředilo 11 115 černobílých a barevných snímků více než tisíce autorů. Vzhledem k omezeným materiálním možnostem Svazu, které negativně ovlivňovaly zejména uložení fotografií, byla sbírka po roce 2000 deponována ve Státním ústředním archívu v Praze.

Výčet jmen autorů zastoupených ve sbírce dokládá míru její komplexnosti: Vladimír Birgus, Fr. Dvořák, J. Ehm, manželé Einhornovi, Zd. Feyfar, Vilém Heckel, K. O. Hrubý, J. Jeníček, V. Jírů, V. Chochola, B. Landisch, J. Lauschmann, K. Ludwig, M. Novotný, V. Reichmann, J. Sever, S. Sova, M. Stibor, Josef Sudek, Jindřich Štreit, S. Štochl, J. Vávra, J. Všetečka a další. Práce významných amatérů reprezentují jména např.  J. Bartoše, J. Berana, F. Dostála, J. Hampla, V. Ipsera, J. Klímy, P. Koblice, Jar. Novotného, V. Richtrmoce, Ant. Říhy, L. Štěpána, V. Sapary aj.

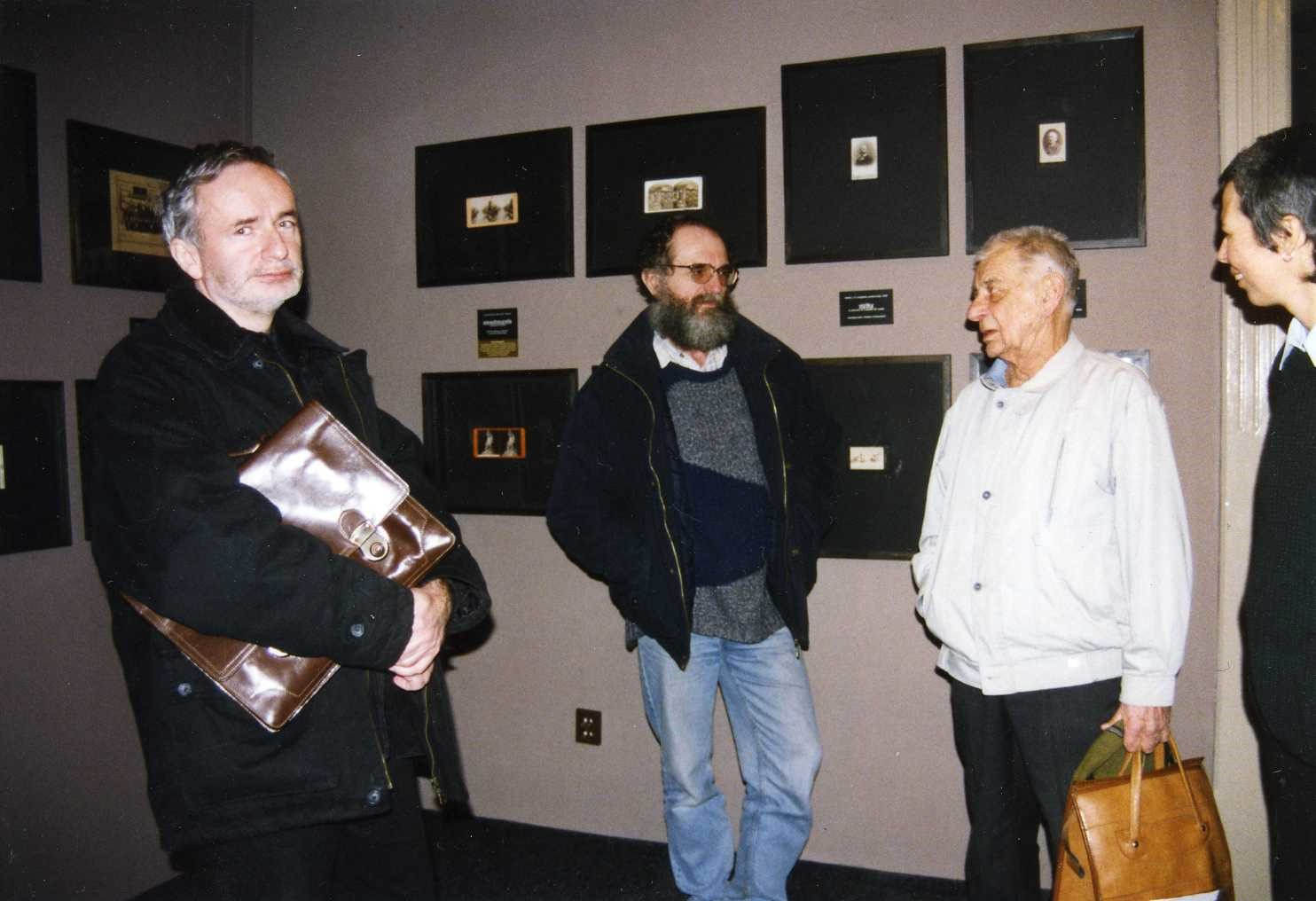
Kurátoři sbírek fotografie Aurel Hrabušický (Slov. národ. galéria) a Václav Macek (Stredoeurópsky dom fotografie Bratislava) se členy benešovské muzejní rady při prohlídce stálé expozice prezentující sbírku fotografie (2001).

### Muzeum umění a designu Benešov

#### Koncepce
Akviziční koncepcí sbírky bylo vytvořit pro vzdělávací účely komplexní soubor dostatečně popisující celou historii české fotografie s doplňkem slovenské. Sbírka se proto nesoustřeďovala na podrobnější dokumentaci tvorby jednotlivých autorů a nepřebírala ani větší pozůstalosti. 
Ke koncepčnímu záměru sbírky fotografie patří také alternativní pohled na techniky. Protože se od svých počátků i díky své technické podstatě fotografie vytvářela pro technologicky velmi různé výstupy včetně polygrafických, patřily na rozdíl od jiných muzeí v menším procentu k získávaným předmětům nejen fotochemické pozitivy, ale i další techniky. Správnost tohoto přístupu potvrdil nástup digitální fotografie s příklonem k tisku jako hlavní možnosti výstupu. I dřívější historie polygrafické produkty používala často s přísnou autorskou kontrolou kvality pro veřejnou prezentaci. Fotografie proto byla sbírána i v tištěné podobě, a to převážně v samostatných kolekcích dosahujících stovky až tisíce kusů (pohlednice, kalendáře, plakáty, knihy ad.). Zpracovat tyto rozsáhlé soubory získané převážně sběrem v terénu bylo možné vinou nedostatečného personálního zabezpečení muzea jen postupně. Proto šlo z velké části o čekající netříděné fondy.

#### Historie
Sbírka fotografie benešovského Muzea umění a designu byla založena několik let po vzniku instituce, v polovině 90. let.  Tak jako mnohé jiné prošla různými etapami vývoje. Její založení motivovaly četné dary fotografů ze souborných výstav (Nestoři české fotografie, Osobnosti české fotografie ad.) a pokračující diskuse o potřebě vzniku národního muzea fotografie. Do roku 1999 se podařilo shromáždit tak komplexní soubor, že z něj byla vytvořena první stálá expozice dějin české a slovenské fotografie. Protože si již rozsah akvizice vyžadoval trvalé soustředění, muzeum se pokusilo najít specializovaného kurátora sbírky. To se nepodařilo, a proto přírůstky po roce 2000 již nebyly tak bohaté. Podstatné procento zůstávalo v dočasné formě zápůjček, u kterých byla snaha o postupné zakoupení. Když po roce 2016 došlo k politickému útoku na muzeum, byly stálá expozice i akviziční program zrušeny a zápůjčky byly namísto odkoupení vráceny. Současný celkový počet sbírkových předmětů – přibližně 1600 – proto zdaleka nedosahuje celkového rozsahu, v jakém byly shromážděny zápůjčky určené k nákupu.

#### Obsah sbírky
K dokonalejší komplexnosti směřovala postupně. Shodou okolností se podařilo výhodně pořídit poměrně rozsáhlý soubor několika desítek daguerrotypií a většinu známých technik 19. století. Mezi jmény autorů figurovaly známé české ateliéry stejně jako práce momentního fotografa R. Brunnera-Dvořáka. Počátek 20. století charakterizují výtvarně působivé dokumenty neznámého autora z bojů 1. světové války. Období prvé poloviny 20. století se slavnými jmény osobnosti české moderní fotografie je v souboru zatím nejméně komplexní, neboť akvizice vyžaduje značné finanční prostředky. Druhá polovina století je již zastoupena bohatě díky darům autorů a jejich rodin. V době politického útoku na muzeum se rozbíhala akvizice nejnovějšího období po roce 2000. Kurátorovi sbírky Tomáši Fassatimu se však před zastavením činnosti podařilo získat jen první skupinu prací nejmladší generace.
Je užitečné připomenout, že v Benešově vedle sbírky fotografie vznikla také v malém rozsahu pravděpodobně jediná česká veřejná sbírka holografie. Holografie však představuje jiný druh sdělovacího systému, a tedy i umění.
Návazně na fotografickou tvorbu byla sbírána také fotografická technika. Podařilo se shromáždit rozsáhlý, několikasetkusový soubor nejen fotoaparátů českých a světových značek, ale i další techniky užívané ve fotochemickém procesu. Zvláštní sbírkovou kolekci tvořily produkty socialistických zemí, zejména ČSSR, NDR a SSSR, které ve druhé polovině 20. století na českém území převládaly. Účelem akvizice byla nejen prezentace v samostatné stálé expozici, ale i praktické předvádění ve fotoateliéru a fotolaboratoři. Navazující elektronická a digitální technika tvořila zpočátku jen malou část sbírkové kolekce. Fotografická (a zčásti kinematografická) technika byla součástí sbírky produktového designu. Součástí sbírky grafického designu byla pak rozsáhlá kolekce obalů fotomateriálů, jak snímkových, tak laboratorních. Dokumentovala, často na vzácných historických exemplářích, vývoj materiálů známých světových značek (Kodak, Agfa, Ilford), tuzemské značky FOMA a také východoevropských značek ORWO, Forte a ruských materiálů.

### Sbírka fotografií skupiny PPF
Skupina PPF je mezinárodní investiční skupinou, která byla založena v ČR roku 1991. Postupně se její podnikání rozšířilo do dvaceti pěti zemí Evropy, Ameriky a Asie. K hlavním aktivitám PPF patří finanční služby, telekomunikace, televize, nemovitosti, biotechnologie a strojírenství. Jednou ze společností skupiny je PPF ART a.s., založená roku 1995. Zabývá se sběratelskou činnosti a také provozuje dvě pražské galerie – Špálovu galerii a Ateliér Josefa Sudka.

#### Koncepce a kurátoři
Akvizice je průběžně realizována ve vertikální časové rovině od fotografií 19. století až po soudobou tvorbu mladé generace. Podle potřeby je sbírka cíleně doplňována o fotografie spojené s určitou vývojovou etapou nebo autorem. Kurátorem je od počátku Pavel Lagner, který spolupracuje s interní poradní skupinou.

#### Obsah sbírky
PPF ART vytvořila mj. jednu z největších soukromých sbírek české a slovenské fotografie zahrnující období od 70. let 19. století po současnost v čítá 2 250 děl od 211 autorů (4/2021). Jsou v ní zastoupeny fotografie například Pavla Baňky, Veroniky Bromové, Jiřího Davida, Rudolfa Brunera-Dvořáka, Václava Chocholy, Františka Drtikola, Ateliéru Eckert, Petra Fabo, Gabiny Fárové, Františka Friedricha, Jaromíra Funkeho, Alexandra Hackenschmieda, Bohdana Holomíčka, Salima Issy, Libuše Jarcovjákové, Václava Jiráska, Lenky Klodové, Běly Kolářové, Tarase Kuščynského, Jana Langhanse, Jana Malého, Emily Medkové, Ivana Pinkavy, Rudo Prekopa, Ladislava Sitenského, Tono Stana, Vasila Stanka, Václava Stratila, Josefa Sudka, Jana Svobody, Miro Švolíka, Petra Župníka, ale i nejmladší generace.

### Galerie hlavního města Prahy
Galerie svou sbírku vytváří od roku 1996. V roce 2022 obsahovala asi 1400 fotografií. Akviziční koncepce je zaměřena na konceptuální a postkonceptuální přístupy k tvorbě. Jsou do ní zařazena i díla generovaná počítači. Mezi zastoupenými autory jsou například jména Bromová, Díaz, Svárovský, Othová, Jasanský a Polák, Humhal, Kintera ad. V roce 2010 byla sbírka rozšířena o soubor shromážděný do té doby Pražským domem fotografie. Kurátorkou sbírky je Jitka Hlaváčková.

### Národní muzeum fotografie
Sbírka vznikla v rámci snah realizovat dlouholetou myšlenku českého muzea fotografie, vinoucí se od historika Rudolfa Skopce v 60. létech přes Annu Fárovou a Pavla Scheuflera až do konce 20. století. Na přelomu tisíciletí se zformovalo občanské sdružení Muzeum fotografie, jehož cílem je založení "kamenného" muzea fotografie. Roku 2002 byla pak společně s městem Jindřichův Hradec založena obecně prospěšná společnost „Národní muzeum fotografie“ (NMF, o.p.s.). Ve snaze založit základní sbírku NMF se během několika let podařilo iniciativou fotografa Ivo Gilla a kolegů shromáždit více než dvousetkusový soubor prací žijících českých osobností, který byl nazván „Zlatým fondem Národního muzea fotografie“. Tato sbírka byla zaregistrována v Centrální evidenci sbírek MK ČR. K ní se postupně připojovaly další kolekce, včetně některých pozůstalostí. Sídlem Národního muzea fotografie byla v letech 2002–2012 bývalá Jezuitská kolej v J. Hradci. Další vývoj však vedl k reorganizaci jindřichohradecké instituce, její přejmenování na Muzeum fotografie a nových médií a rozchodu obou zakladatelů. Po dohodě s městem se jediným zakladatelem NMF o.p.s. stalo Muzeum fotografie o. s., nyní zapsaný spolek (z. s.). Po odchodu NMF, o.p.s. z Jindřichova Hradce byly sbírky po dohodě s Technickým muzeem v Brně odvezeny do Brna.

### Sbírka historických fotografií Ústavu dějin umění AV ČR
Základem sbírky ústavu, která je formována po roce 2000, jsou fotografie převzaté z pozůstalosti historika umění a památkáře Zdeňka Wirtha, včetně materiálů, které byly součástí tzv. Památkového archívu Státního fotoměřického ústavu, Archeologické komise a vídeňské Ústřední komise pro ochranu památek. Tematicky jde o snímky architektury, interiérů a fotografické portréty z druhé poloviny 19. a počátku 20. století. Součástí souboru je rovněž množství fotografií německé, francouzské a italské provenience. Jsou v něm kromě daguerrotypie zastoupeny všechny typické fotografické techniky používané v 19. století. Ve sbírce se nachází také početný konvolut fotografických alb a velkoformátových panoramat. V roce 2020 sbírka obsahovala několik desítek tisíc položek, které jsou postupně zpracovávány. Kurátorkou je Petra Trnková.

### Archív Šechtl a Voseček, Tábor
V roce 2004 založila fotografka Marie Šechtlová z Tábora Muzeum Šechtl a Voseček s jednotící snahou uchovat a prezentovat sbírku fotografií svého rodu. Sbírka je zaměřena na století činnosti táborského živnostenského ateliéru Šechtl a Voseček. Obsahuje přibližně 9000 skleněných negativů, 10 000 kinofilmových záběrů a desetitisíce až statisíce záběrů na svitkových a plochých filmech. Množství pozitivů ve sbírce není uváděno. Jedná se o tvorbu na sebe navazujících generací fotografů - Ignác Šechtl (1840–1911), Josef Jindřich Šechtl (1877–1954), Josef Šechtl (1925–1992) a Marie Šechtlová (1928–2008).

#### Obsah sbírky
Při klasifikaci sbírkových předmětů byla užita následující klíčová slova, která charakterizují celkový obsah sbírky: umělecká fotografie, fotoreportáž, události, fotodokumentace, města a vesnice, hrady a zámky, kláštery, cizina, portréty a postavy, tabla, skupinové fotografie, interiéry, koně a kočáry, technika, kluby a spolky, krajina, kultura, sport, osobnosti, firma Šechtl a Voseček, tisky, autochromy, rentgenové fotografie, při práci, reklama. Sbírka dále používá podrobnější systém třídění uplatněný mj. při veřejném zpřístupnění digitalizovaného fondu na webu.